# A-klass (ubåt)

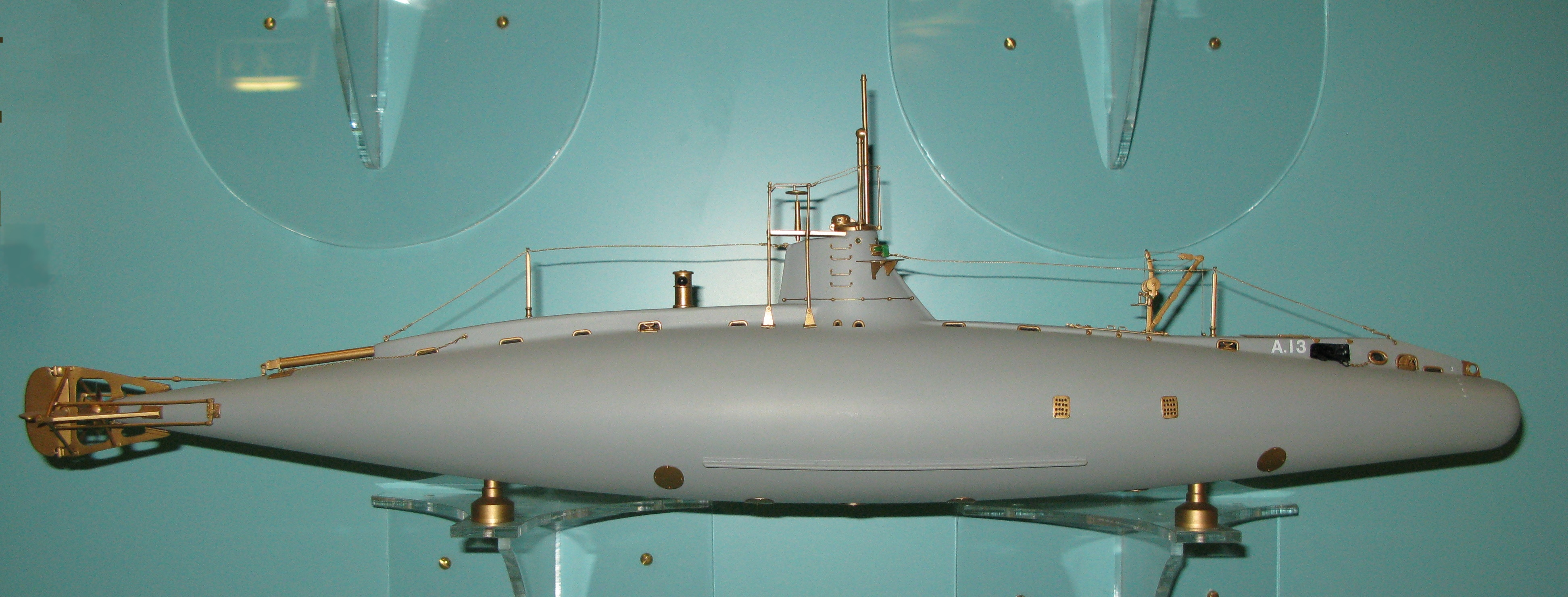
HMS A13-modell

A-klass var den första brittiska ubåtsklassen av brittisk design, den var baserad på den tidigare amerikanska Holland-klassen som introducerades i brittiska Royal Navy 1901. A1-klassen var i princip en längre version av Holland-klassen. Det var den första ubåtsklassen som hade ett torn som gjorde det möjligt att färdas i ytläge även under svåra väderförhållanden. Totalt byggdes 13 ubåtar av Vickers under åren 1902-1905.
Ubåtarna hade en längd på 30,5 meter, bredd på 3,5 meter och en räckvidd på 593 km vid 10 knop. Klassen hade 1 x 160 hk bensinmotor och 1 x 126 hk elektrisk motor. Besättningen bestod av 11 personer. Displacementet var 194 ton i ytläge och 274,5 ton i undervattensläge. Beväpningen bestod av två 460 mm torpedtuber.